# Hranice (Cheb)
Hranice é uma cidade checa localizada na região de Karlovy Vary, distrito de Cheb‎.